# Hermetia eiseni
Hermetia eiseni är en tvåvingeart som beskrevs av Townsend 1895. Hermetia eiseni ingår i släktet Hermetia och familjen vapenflugor. Inga underarter finns listade i Catalogue of Life.